# Túnel de Provença
El túnel de Provença, Sants-Sagrera o la Sagrera, és un túnel urbà de ferrocarril de la ciutat de Barcelona que forma part de la línia de ferrocarril d'alta velocitat Madrid - Saragossa - Barcelona - Frontera Francesa i, per tant, propietat d'ADIF. Aquest túnel urbà uneix l'estació de Barcelona Sants amb l'estació en construcció Sagrera-TAV, travessant la ciutat de Barcelona des del barri de Sants, passant per sota el carrer de Provença, l'avinguda Diagonal i el carrer de Mallorca fins a arribar al barri de la Sagrera (districte de Sant Andreu).
El traçat d'aquest túnel va provocar polèmica, fins al punt de crear-se una plataforma anomenada AVE pel litoral que demanava que el traçat del túnel fos pel litoral de Barcelona i no pels carrers de Provença i Mallorca argumentant els possibles danys que podien causar les obres als habitatges d'aquests carrers i a monuments com la Sagrada Família, entre d'altres. Tal fou la polèmica que el Parlament de Catalunya aprovà una moció per demanar una moratòria de la construcció del túnel, sumada al rebuig de la majoria del ple de l'Ajuntament de Barcelona. Fins i tot acabà arribant a l'Audiència Nacional.